# Рыбный (полуостров)
Рыбный — полуостров в северо-западной части полуострова Таймыр. Отделён от основной части материка с востока фьордом Хутуда. Омывается водами Пясинского залива и залива Минина Карского моря. Покрыт тундровой растительностью.
С севера к полуострову примыкает остров Песцовый, отделённый от него проливом Стерлегова.
Полуостров отличается изрезанной береговой линией с фьордами протяжённостью до 15 км в глубину.
На полуострове расположено несколько небольших рек и озёр, а также озеро Высокое, крупнейшее в этой части Таймыра.
На полуострове и в его близи нет постоянных населённых пунктов, однако на юго-западной оконечности находится несколько рыболовецких построек.
Весь полуостров входит в состав Большого Арктического заповедника, созданного в 1993 году.

## Топографическая карта
- Лист карты S-45,46 берег Харитона Лаптева.  Масштаб: 1 : 1 000 000. Издание 1988 г.